# جنت استرک
جنت استرک (انگلیسی: Jeanette Sterke) بازیگر اهل بریتانیا است. وی دانش آموختهٔ آکادمی سلطنتی هنرهای دراماتیک است.
از فیلم‌هایی که وی در آن‌ها نقش داشته‌است، می‌توان به قصاب‌باشی، داستان راهبه، شور زندگی و زندانی اشاره نمود.